# Canal Hollywood
Canal Hollywood es un canal de televisión por suscripción, producido por AMC Networks International Southern Europe para España y Portugal. El canal está dirigido a la emisión de cine de alto nivel. Principalmente películas que hayan ganado o sido finalistas de los Premios Óscar a Mejor película, Mejor director, Mejor actor, Mejor actriz, Mejor guion original, mejor película internacional. Que hayan ganado o sido finalistas de los Premios Globo de Oro a Mejor película - Drama, Mejor película - Comedia o musical, Mejor director, Mejor actor - Drama, Mejor actor - Comedia o musical, Mejor actriz - Drama, Mejor actriz - Comedia o musical, mejor película en lengua no inglesa

## Historia
En 1993 la empresa Television Programme Services (TPS) presentó una oferta de seis canales en español de series, películas y noticias, que lanzaría en España a través del satélite Hispasat, entre los cuales se encontraba Canal Hollywood. Aunque sus emisiones regulares debían empezar el 15 de noviembre de ese mismo año, la compañía que producía el canal tuvo problemas con Hispasat ya que después de presentarle la oferta, la empresa de satélites aún no había dado respuesta en septiembre. TPS anunció que si Hispasat no presentaba una decisión antes de octubre, la compañía se dedicaría a distribuir sus canales por el satélite Intelsat K.
El 15 de noviembre se iniciaron las emisiones en pruebas de Canal Hollywood, y se mostraban la carta de ajuste y promociones sobre el canal continuamente. La señal se podía recibir por el satélite Intelsat K, ya que Hispasat aún no había dado respuesta alguna. Éste y otro canal de telenovelas y series se comercializaban a un abono de 1600 pesetas (casi 10 euros cada mes), aunque TPS tenía previsto lanzar en un año más tarde cuatro canales más para hacer una oferta de seis canales.
El 20 de diciembre se inauguraron las emisiones regulares de Canal Hollywood en Intelsat K, ofreciendo como las primeras películas emitidas por el canal "Despertares", "Mad Max bajo la cúpula del trueno" o "Dulce morir". El canal se distribuyó, a partir de la captación de su señal por satélite, por vídeos comunitarios (formados por una antena parabólica y una derivación de cables de ella hacia los vecinos) o redes de cable (incluyendo la señal de la antena parabólica en el sistema de cable y disponiendo de un decodificador de TPS cuyo precio era de 20.000 pesetas, que son 120 euros). Sin embargo, su precio mensual variaría según el tamaño del sistema en que se incorporase el canal.
Cuatro meses después de los problemas que hubo entre estas dos empresas, la Administración prohibió a TPS la transmisión de Canal Hollywood a través de Hispasat, aunque el canal ya se encontraba en emisión por Intelsat K. En realidad, la compañía de satélite tuvo la intención de acoger a la oferta de TPS pero según algunas fuentes cercanas a la compañía, debido a que esta se financiaba con dinero público y por tanto siendo dirigida en parte por el Gobierno, la Administración tuvo la última decisión la cual negó la entrada del canal.
En una entrevista hecha en febrero de 1997, Pedro Pérez aseguró que se producirían cambios en la oferta televisiva de Vía Digital a partir del 1 de abril, suponiendo tanto la desaparición de algunos canales como la llegada de otros, como Canal Hollywood.
Canal Hollywood fue incorporado inicialmente en redes de cable, como ONO, Telecable, Euskaltel y otras cableras minoritarias ya desaparecidas. Más adelante, también se incluyó en paquetes de IPTV como Movistar TV o Orange TV.
En julio de 2004, Canal+ renueva su oferta de canales e incluye algunos de cine, como Cinemanía, TCM, DCine Español y Canal Hollywood.
El 18 de diciembre de 2006, Canal Hollywood rediseña su imagen disponiendo de nuevos elementos gráficos, como la mosca, los identificativos o cabeceras de espacios. Además esto supone la eliminación de los rótulos bilingües, en español y portugués, teniendo dos señales diferentes de su emisión para España y Portugal.
El 31 de octubre de 2007 Canal Hollywood desapareció de la oferta de canales de ONO, casi conjuntamente con Extreme Sports Channel que también se había retirado anteriormente, coincidiendo en que los dos eran producidos por Chello Multicanal. En 2010, Canal Hollywood regresó a ONO tres años después de su retirada con el objetivo de sustituir a Cinestar, canal producido por la productora Teuve (propiedad de ONO) que ese mismo año fue comprada por Chello Multicanal.
En noviembre de 2013, Canal Hollywood cumplió 20 años y para celebrar este acontecimiento, dos meses antes realizó varias encuestas a los espectadores del canal para hacerles decidir qué películas querían ver sobre diferentes temáticas, con el objetivo de emitirlas en noviembre del mismo año en un bloque llamado "El Ciclo del Espectador".
El 31 de diciembre de 2024 a las 23:15, Canal Hollywood, junto con el resto de canales de AMC Networks, cesó sus emisiones a través de Movistar Plus+, de manera abrupta, durante la emisión de Tomb Raider: Lara Croft. Esto también afecto los usuarios de Andorra Telecom.